# 五车增九
五车增九，即御夫座40（40 Aur, 40 Aurigae）是一个位于御夫座的双星系统，距离地球约380光年，视星等为5.588。